# Wasserschloss Steinen

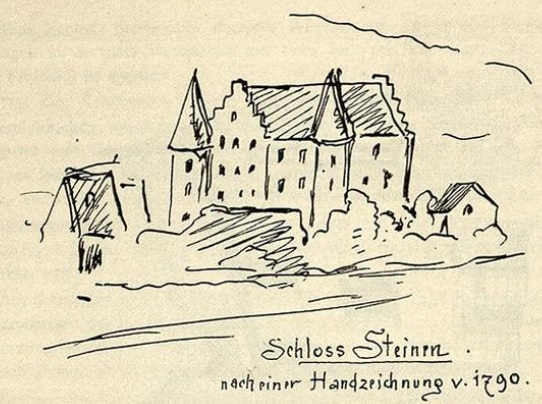
Schloss Steinen um 1790

Das Wasserschloss Steinen, kurz auch Schloss Steinen genannt, ist ein ehemaliges Weiherhaus am nördlichen Rande des alten Dorfes Steinen im Landkreis Lörrach. Das Haus wird heute noch bewohnt.

## Beschreibung
Das Hauptgebäude ist ein rechteckiger Bau mit drei Geschossen und einem polygonalen Treppenturm. Auf der Westseite befinden sich noch zwei runde Ecktürme. Die auf der Skizze von 1790 gezeigten Staffelgiebel sind nicht mehr vorhanden. Eine abgegangene Zehntscheuer soll die Jahreszahl 1602 getragen haben.
Die Schlossanlage war ursprünglich von einem Wassergraben mit Wall umgeben. Das Wasser wurde wohl aus dem nahegelegenen Steinenbach in den Graben geleitet.

## Geschichte

### Die abgegangene Burg
1278 regelten Adelheid und Dietrich V. von Rotenburg ihre Erbschaft, wobei sie ihre Besitzungen dem Kloster St. Blasien übertrugen. Darunter war auch ein Gut in Steinen und "daz Burcstal, daz ouch da lit" (der Burgstall der auch da liegt).
Entsprechend dieser Beschreibung von 1278 als Burgstall, war diese Burg damals schon unbewohnbar und zerfallen. Der Standort dieser ersten Burg innerhalb von Steinen ist nicht nachgewiesen. Wahrscheinlich gehörte die Burg im 12. Jahrhundert den Herren von Waldeck, von denen sich einer in einer Urkunde auch nach Steinen benannte. Später könnten Burg und Namen möglicherweise an eine Ministerialenfamilie der Rötteln-Rotenberger gekommen sein.

### Das Wasserschloss
Um 1350 wird ein Dinghof des Klosters St. Blasien genannt, das über erheblichen Grundbesitz in Steinen verfügte. Es wird angenommen, dass sich dieser Dinghof aus der alten Burg heraus entwickelt hat. Es ist nicht bekannt, ob der Dinghof sich schon in dem später erwähnten Wasserschloss befand und welche Schäden hier das Basler Erdbeben 1356 verursacht hat. Erst aus der Mitte des 16. Jahrhunderts gibt es wieder Nachrichten über das Schloss.
Im Jahre 1563 wurde das damalige Wasserschloss von Gregorius Krafft von Dellmensingen von Grund auf erneuert, die eingemeißelte Jahreszahl 1563 über der Eingangstür und einem Fenstergewände an der Südseite zeugen von diesem Umbau.
Im Jahr 1574 verkaufte Krafft das Schloss an Wilhelm von Heidegg. Dieser trat sofort von dem Kauf zurück, als er von den massiven Schulden erfuhr die auf dem Bau lasteten. Die sich anschließenden Prozesse wurden erst 1580 durch Vergleich beendet.
Die Herrschaft über das Dorf Steinen lag jedoch spätestens seit 1571 allein bei den Markgrafen von Baden-Durlach.
1597 war der Landschreiber und Geheime Rat, Joseph Hettler, der Besitzer des Schlosses, sowie des zugehörigen Gutes und der Mühle. Er erhielt vom Markgrafen einen Freibrief, der ihn von einigen Abgaben befreite. Als Hettler 1599 Kanzler des Markgrafen Ernst Friedrich von Baden-Durlach wurde, musste er den Wohnort wechseln und verkaufte sein Schloss in Steinen an Christoph Daniel von Anweil, der jedenfalls 1605 und 1618 als Besitzer erwähnt wurde. 1620 bis 1632 war der Forstmeister Jakob von Rotberg Eigentümer des Schlosses. Um 1640 kam das Schloss dann an den Markgrafen von Baden-Durlach. 1652 verkaufte der Markgraf Friedrich V. das Schloss an Christoph von Lauternau zu Schöfflanden, wobei das Schloss in einem sehr schlechten baulichen Zustand war. Von Lauternau erwarb weitere Güter und investierte in das Schloss. Er starb aber bereits 1662. Seine Erben verkauften das Schloss 1668 an den Markgrafen Friedrich VI. von Baden-Durlach. Die Nutzung des Schlosses im nächsten Jahrzehnt bleibt unklar.
Nachdem am 29. Juni 1678 die Burg Rötteln, das Verwaltungszentrum des Markgräflerlandes, durch französische Truppen zerstört worden war, suchte die markgräfliche Verwaltung nach neuen Unterkünften für die verschiedenen Behörden. Während die Landvogtei und die Landschreiberei alsbald in das Dorf Lörrach verlegt wurden, kam die Burgvogtei (zuständig für den Einzug von Gefällen, Gülten und Zehnten) zunächst in das Schloss in Steinen, wo sie etwa drei Jahre verblieb.
Später war die Burgvogtei eine Zeit lang in dem 1686 vom Markgrafen gekauften Wettinger Hof in Basel. Erst 1697 waren alle landesherrlichen und geistlichen Ämter in Lörrach untergebracht und 1731 bezog die Burgvogtei den neuen Bau auf dem Burghof in Lörrach.

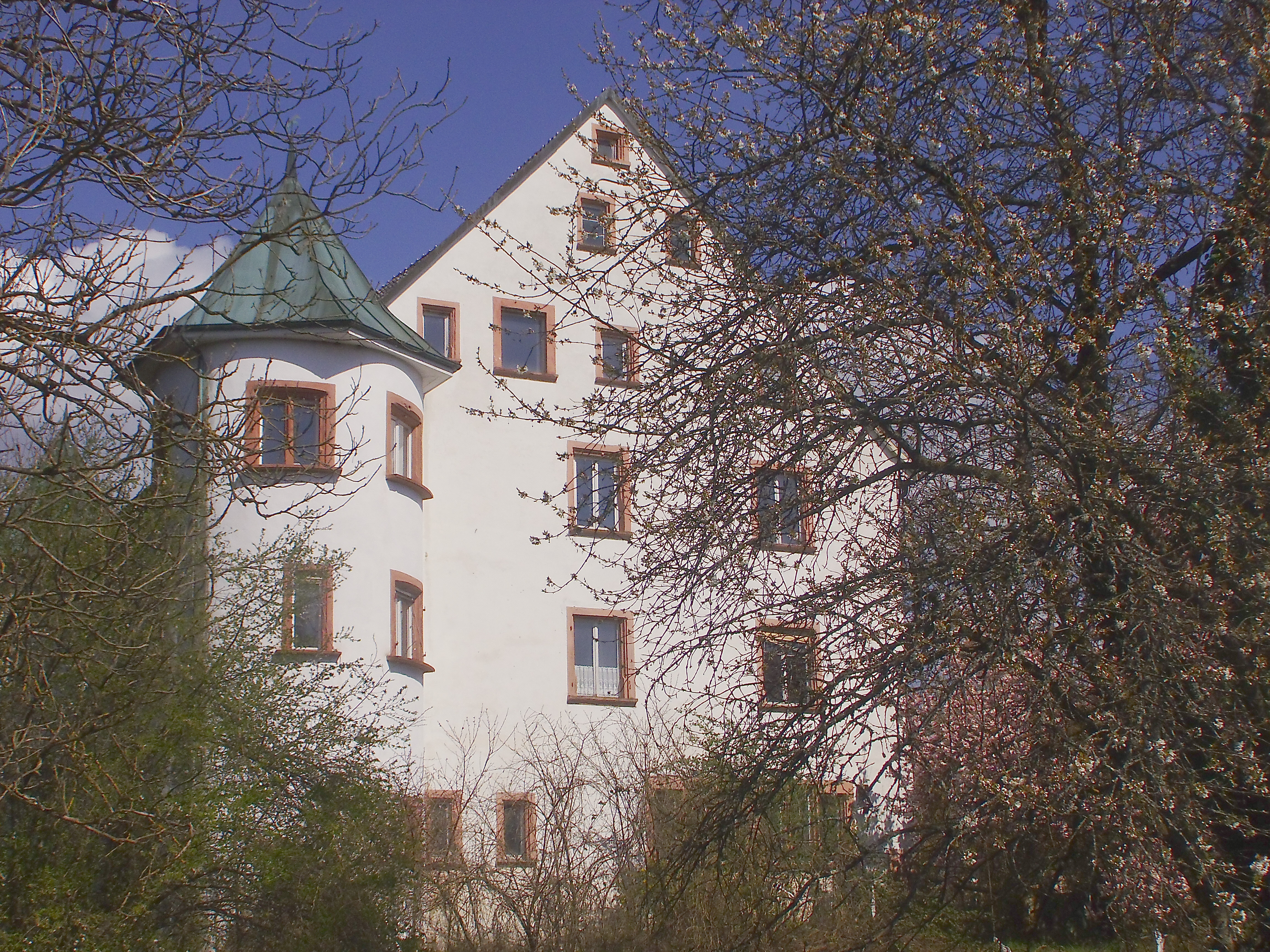
Schloss Steinen 2015

1697 wurde das Schloss vom Markgrafen Friedrich VII. Magnus von Baden-Durlach an Friedrich de Rougemont, den Bürgermeister von La Chaux-de-Fonds verkauft und erhielt einen Freiheitsbrief für sich und seine drei Schwestern der ihm Privilegien und weitgehende Abgabenfreiheit gewährte. Die Witwe Rose de Rougemont wollte 1715 das Schloss an einen Basler Bürger verkaufen, wogegen die markgräfliche Verwaltung aber Einspruch erhob und den Besitz 1716 zurückkaufte. Schloss und Gut wurden stattdessen an den Basler, Hans Casper Knauß, bis 1726 verpachtet und von ihm noch bis 1728 genutzt. Die markgräfliche Verwaltung suchte beständig nach Pächtern die mehr Zins boten, konnte aber niemanden finden. Knauß kam wegen der vielfältig notwendigen Reparaturen und den geringen Erträgen – darüber klagten über die Jahrhunderte die meisten Besitzer und Pächter des Schlossgutes – zunehmend in finanzielle Schwierigkeiten. 1728 übernahm der Steinemer Hirschenwirt, Friedrich Volz, als Pächter das Schloss. 1736 wurde Pfarrer Fecht neuer Pächter, der jedoch nach seiner Versetzung nach Wollbach Unterpächter suchte. Nachdem kein Gesamtpächter oder Käufer zu den gewünschten Konditionen gefunden werden konnte, schritt die markgräflichen Vormundschaftsregierung unter Prinz Karl August im November 1745 zur Versteigerung der einzelnen Teile des Gutes, die an 36 Bürger gingen. Das Schloss selbst ersteigerte der Schulmeister, Ludwig Winter. Nach dessen Tod kam es an drei Familien, in denen es weitervererbt, aufgeteilt und wieder vereinigt wurde. 1888 kaufte Wilhelm Friedrich Reinau das Schloss und gestaltete es zu einem repräsentativen Wohnsitz um.

## Heutige Nutzung

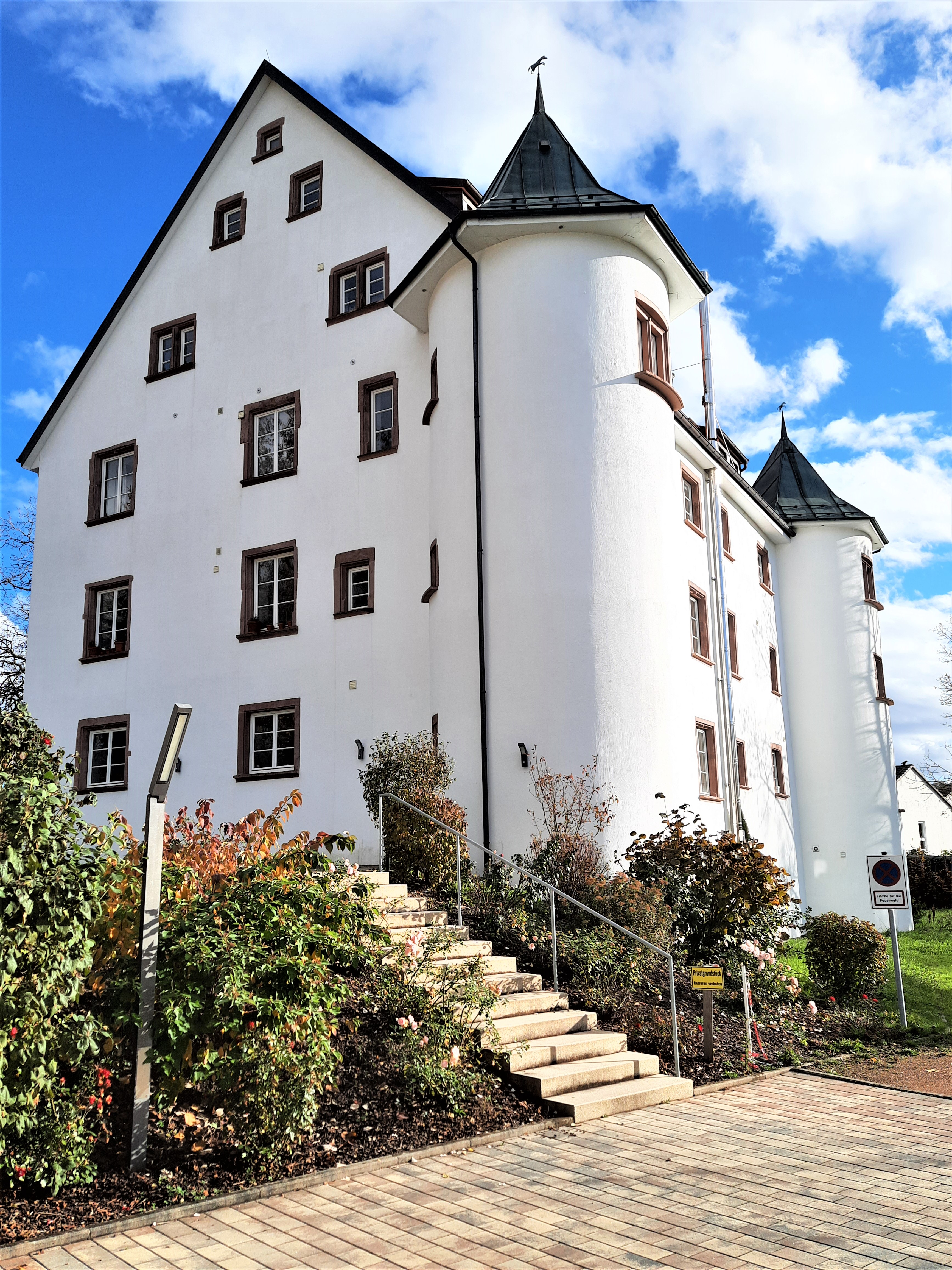
Schloss Steinen 2022

2015 war das Schloss äußerlich in keinem guten Zustand mehr, wurde aber bewohnt. Im August 2015 wurde die Sanierung begonnen. Der Investor Götz Rehn wollte 9 Mietwohnungen schaffen. Um Platz zu gewinnen, sollten auch Dachgauben eingebaut werden. Die Denkmalschutzbehörde und die Gemeinde gaben ihre Zustimmung zum Projekt. Die Konzeption der Sanierung erfolgt durch das Planungsbüro Artifex das auch schon Baumaßnahmen am Goetheanum in Dornach begleitet hat. Die Sanierung wurde Mitte 2017 abgeschlossen. Heute befinden sich im Gebäude neun Privatwohnungen.

## Sagen
Das Steinener Schloss findet auch Erwähnung im Badischen Sagenbuch: Die Sage "Die Häfnetjungfrau (D'Häfnetjumpfere)" erzählt von der Hartherzigkeit und dem Hochmut früherer Schlossbesitzer.